# Rorippa lippizensis
Rorippa lippizensis är en korsblommig växtart som först beskrevs av Franz Xaver von Wulfen, och fick sitt nu gällande namn av Heinrich Gottlieb Ludwig Reichenbach. Rorippa lippizensis ingår i släktet fränen, och familjen korsblommiga växter. IUCN kategoriserar arten globalt som livskraftig. Inga underarter finns listade i Catalogue of Life.